# Arthur Luysterman
Arthur Luysterman, né le 18 mars 1932 à Meerbeke, en Flandre-Orientale, est un prêtre belge, vingt-neuvième évêque de Gand.

## Biographie
Ordonné prêtre le 26 août 1956, Luysterman succède à Léonce-Albert Van Peteghem comme évêque de Gand en 1991. Il occupe cette fonction jusqu’à sa démission en 2003.

## Abus sexuel
En 1999, Arthur Luysterman rencontre le ministre Marc Verwilghen avec qui il aborda la question de la " création d'un point de contact pour les victimes d'abus sexuels commis par des prêtres et la mise sur pied d'une Commission mais sous la forme d'une instance remettant un avis aux autorités ecclésiastiques ",.
En 2010, il comparait devant la commission d'enquête parlementaire sur les abus sexuels,.